# Slowenische Bibliothek
Slowenische Bibliothek (»Slovenska knjižnica«) je knjižna zbirka prevodov leposlovnih del slovenskih avtorjev v nemščino, ki je začela izhajati leta 2013 pod uredništvom Erwina Köstlerja kot skupni projekt treh koroških založb, Wieser, Drave in Celovške Mohorjeve družbe.
Urednik je zasnoval izbor 30 prej še neprevedenih del pomembnih, a v nemško govorečem okolju manj znanih slovenskih avtorjev 19. in 20. stoletja, opremljenih s spremnimi besedami poznavalcev opusov posameznih avtorjev, pri iskanju katerih je sodelovala Slovenska akademija znanosti in umetnosti. Na ovitkih so bili upodobljeni motivi slovenskih rek oziroma voda, logotip pa je peterokraka zvezda trotamora, ki po izročilu narisana na zibko varuje dojenčka pred nočnimi morami. Izdajo je finančno podprla Javna agencija za knjigo Republike Slovenije. Zbirko so založniki prvič predstavili poleti 2013 s prvimi petimi prevodi (Zofka Kveder: Njeno življenje, Ivan Pregelj: Plebanus Ioannes, Thabiti kumi, Vladimir Bartol: Med idilo in grozo, Vitomil Zupan: Potovanje na konec pomladi in Marjan Rožanc: Ljubezen).
Zaradi finančne krize je Javna agencija za knjigo kmalu po tistem ukinila sofinanciranje in projekt je zastal. Kasneje je bila zbirka dokončana v nekoliko drugačni obliki, z 32 zvezki po izboru Lojzeta Wieserja, ki vključujejo dela najpomembnejših slovenskih književnikov od Prešerna in Cankarja dalje ter koroškoslovenskih avtorjev. Dopolnjujejo jih štirje zvezki Wieserjeve spremne besede, grafična podoba pa temelji na slikah celovške umetnice Ine Riegler. Namesto Celovške Mohorjeve družbe je pri tej izdaji sodelovalo Založništvo tržaškega tiska.